# مسح الأرض

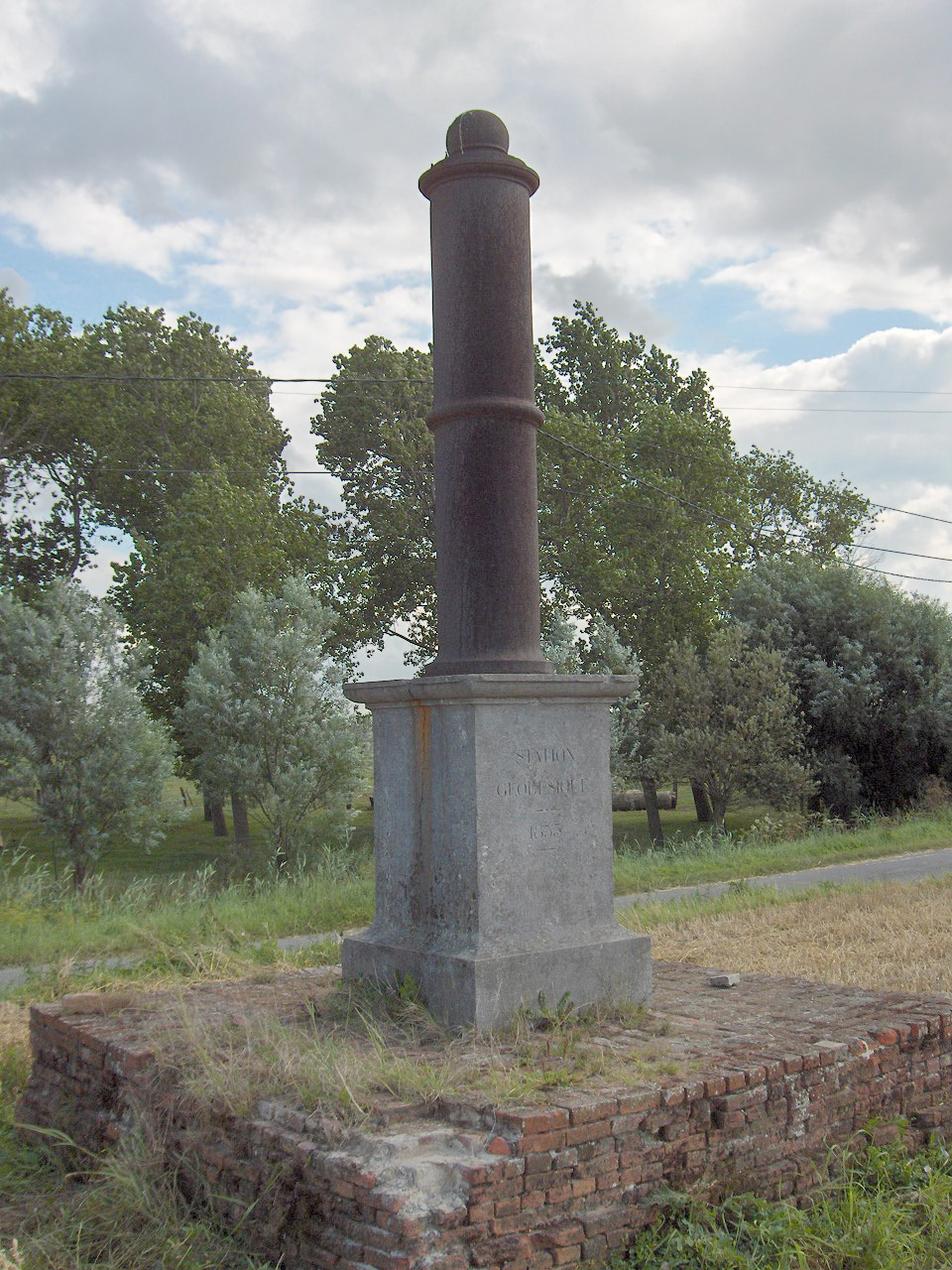
عمود جيوديسي عام 1855

مسح الأرض أو علم المساحة أو علم المساحة التطبيقية أو علم شكل الأرض أو الإراضة وقد يعرف أيضًا بـ علم تقسيم الأرض (بالإنجليزية: Geodesy)‏، هو علم يبحث في كثير من الموضوعات التي تتصل بحجم الأرض وشكلها وأبعادها وباطنها و مجالها المغناطيسي وحرارة باطنها. الدراسة تتم بواسطة القياسات المباشرة ويهتم بموضوعات تتعلق بدراسة القشرة الأرضية وحركتها. وتغطي الجيوديسيا في مجال العلوم الحديثة حقلا تطبيقيا واسعا. ويُسمَّى العالمُ بها إراضيّ.

## التاريخ
بدأ مسح الأرض في العصور القديمة ما قبل العلمية، لذا فإن كلمة Geodesy نفسها تأتي من الكلمة الإغريقية γεωδαισία (نقحرة: geodaisia) التي تعني حرفيًا "تقسيم الأرض".
كانت الأفكار القديمة حول شكل الأرض تَعتبر الأرض مسطحة والسماوات قبةً ماديةً تمتد فوقها. كانت هناك حجتان قديمتان تدعمان كروية الأرض، وهما أن خسوف القمر يظهر للراصد ظلالًا دائريةً وأن نجم الشمال (الجُدَيّ) ينخفض تدريجيًا في السماء كلما اتجه المسافر للجنوب.

## التعريف

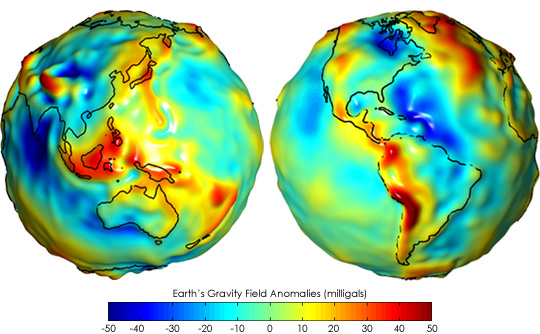
اختلاف جاذبية الأرض عند سطح البحر في الأماكن المختلفة (1 على مليون من جاذبية الأرض يعادل : mgal 1). وهي قياسات تحدد شكل الأرض المعروف باسم المجسم الأرضي، وتوزيع القشرة الأرضية.

الجيوديسيا فرع من الرياضيات التطبيقية، يعنى بالدراسة الجيولوجية لحجم الأرض وشكلها، وقياس أجزاء واسعة من باطنها وسطحها. ليس هذا فحسب، بل إن الجيوديسيا تدرس التفاوت في الجاذبية والمغناطيسية الأرضيتين أيضا ؛ فهي خواص تتعلق بباطن الأرض ومكوناتها وحرارتها . والجيوديسيا الحديثة تقسم إلى أربع شعب : الجيوديسيا الهندسية والجيوديسيا الطبيعية والجيوديسيا الفلكية والجيوديسيا الساتلية ، وذلك تبعا لمحط الاهتمام وابتكار الوسائل المناسبة التي تستعين بها على حل مسائلها . ولم تنشأ الجيوديسيا الساتلية (التوابع الفلكية) إلا بعد إطلاق القمر الصناعي الأول عام 1957.

## الفروع الأساسية
وللجيوديسيا فروع علمية أساسية هي:
- إنشاء الخرائط للدول والمساحات الشاسعة.
- أبعاد وشكل الأرض.
- تعيين الكثافة المتوسطة للأرض.
- التغييرات في مقدار الجاذبية الأرضية.
- انحرافات خيط الشاغول (التسامت) عن الوضع الرأسي والمتسببة من عدم انتظام توزيع الكتل على سطح الأرض وفي القشرة الأرضية.
- تركيب القشرة الأرضية.
- كثافة القوة المغناطيسية وقيم التغير وزاوية الميل على سطح الأرض.
- التغييرات في منسوب السطح المتوسط للبحار.
- التغييرات في خطوط العرض نتيجة لتغير محور دوران الأرض.
- الأرصاد الخاصة بالمد والجزر.
- تعيين مواقع النقط الحقيقية على سطح الأرض مع تحديد المسافات بينها.
- قياس الحركات الرأسية في القشرة الأرضية وتسجيل معلومات الزلازل للأرصاد الخاصة.

ومن هذا نرى لأن علم الجيوديزيا لا يعالج فقط إنشاء الخرائط، ولكنه يعالج أيضا موضوعات تتعلق بعلوم الفلك والجيولوجيا والمغناطيسية وغيرها. وقد تطورت أساليب هذا العلم خلال العقود القليلة الأخيرة تطورا حاسما، حيث دخلت جيوديزيا الأقمار الصناعية في العديد من المجالات والتطبيقات الجيوديزية وغيرها من المجالات الهندسية. وهناك العديد من التقنيات المتبعة لدراسة الجيوديزيا عن طريق الأقمار الصناعية لعل من اهما حاليا هو نظام التعيين العالمي الذي دخل أكثر المجالات في حياتنا اليومية. وهناك في المكتبة العربية القليل جدا من المواد المتعلقة بتلك التقنيات الحديثة منها كتاب جيوديزيا الأقمار الصناعية للحموي.